# Quaden Maendach
Quaden Maendach, in moderne spelling Kwade Maandag, was het gewapend treffen op 2 mei 1345 tussen de wevers en de volders van Gent.
Het opstandige bestuur van Gent begon in 1345 steeds meer scheuren te vertonen. In maart werd Jacob van Artevelde afgezet als ruwaard van Vlaanderen. Inflatie zette de sociale spanningen op scherp. De volders eisten een loonsverhoging van de wevers, maar kregen slechts vier groten per gevold stuk laken. Daarop trokken de volders naar de Vrijdagmarkt onder hun hoofdman Jan van Blake. Ook de kleine gilden, waarvan hij deken was, deden mee. Naar schatting 4200 volders stonden tegenover zo'n 5100 wevers onder leiding van deken Geraard Denijs. Volgens een anonieme kroniekschrijver droeg men nog het Heilig Sacrament tussen de kampen om hen tot bedaren te brengen, maar lukte dat niet. In de bloedige confrontatie die volgde haalden de wevers de bovenhand. Er vielen meer dan duizend doden, onder wie Jan van Blake.
In het conflict had Jacob van Artevelde zich door zijn matigende tussenkomst verdacht gemaakt bij de wevers en een paar maanden later werd hij vermoord. Door hun nederlaag bleven de volders uitgesloten van deelname aan het stadsbestuur. In een nieuwe confrontatie op Goede Disendach 13 januari 1349 haalden ze wel de bovenhand, waardoor ze Gent weer onder de controle van graaf Lodewijk van Male konden brengen.

## Voetnoten
1. 1 2 3  David Nicholas, Vlaanderen in de middeleeuwen, 2015, p. 295
2. ↑  Wim Blockmans, Medezeggenschap. Politieke participatie in Europa vóór 1800, 2020, p. 212